# Cyril Raffaelli
Pour les articles homonymes, voir Raffaelli.
Cyril Raffaelli, né le 1er avril 1974, parfois crédité Cyril Quenel Raffaelli ou Cyril Quenel-Raffaelli est un cascadeur, acteur, chorégraphe de scènes d'action et ancien sportif professionnel d'arts martiaux français, originaire de Normandie.

## Biographie
Cyril Raffaelli découvre les arts martiaux à l'âge de 6 ans, sous l'impulsion de ses grands frères. Il commence par le nunchaku, puis s'attelle à la pratique en club du karaté Shōtōkan-ryū. À cette époque, Cyril participe également à plusieurs championnats d'athlétisme. C'est ainsi qu'il découvre les films de Jackie Chan, qui vont dès lors nourrir son envie de faire du cinéma.
À 14 ans, Cyril Raffaelli entre à l'École du cirque de Annie Fratellini où il rencontre notamment Vincent Cassel. Pendant plusieurs années, il acquiert une importante technicité d'acrobate. Par la suite, il accompagne les troupes des familles Bouglione, Zavatta et bien sûr Fratellini.
En 1991, Cyril est sollicité afin de jouer et mettre au point la chorégraphie de cascades, nécessaires à une interprétation de la pièce de théâtre, Les Précieuses ridicules. Il est alors repéré par le milieu télévisuel où il sera appelé à doubler la troupe des Inconnus et le comédien Laurent Baffie. Cyril Raffaelli participe également à différents spectacles à vocation publicitaire et danse pour quelques opéras.
Puis en 1993, Cyril s'inscrit au casting de la nouvelle version de Starmania, mise en scène par Lewis Furey. Il décroche le rôle d'une Étoile Noire qu'il tient pendant quatre années consécutives. Cyril Raffaelli réalise ensuite un peu plus de 30 émissions de caméra cachée, toutes diffusées lors du première partie de soirée OSONS animé par Patrick Sébastien. Poursuivant également ses entraînements sportifs, Cyril va remporter divers titres internationaux, notamment dans la discipline Kung Fu Wushu et ce jusqu'en 1999, terme de sa présence en compétition.
Le cinéma s'intéresse à lui en 1996, année où il se voit confier sa première prestation de cascadeur de l'ombre, dans un film de Gérard Jugnot. Ses talents d'acrobate et son sens de la mise en espace, vont aussi lui permettre de réaliser les réglages des cascades et les chorégraphies des scènes de combats des films dans lesquels il joue.
Sa rencontre avec Luc Besson en 1999 sur le tournage de Jeanne d'Arc sera décisive, puisque dès lors Cyril Raffaelli se retrouve au casting d'un grand nombre de films d'action produit par EuropaCorp. Son premier rôle d'importance face caméra est celui d'un dur menant un combat épique contre Jet Li, dans Le Baiser mortel du dragon. En 2001, le producteur français lui présente David Belle avec lequel il se lie d'amitié. Tous deux vont travailler ensemble sur Intervention divine en 2002, puis Besson imagine un film pour eux, Banlieue 13 en 2004. Cyril est acteur principal accompagné de David Belle qu'il entraîne d'ailleurs pour le mettre à niveau. Ainsi, en interprétant Capitaine Damien Tomaso, Cyril Raffaelli n'est plus uniquement un acteur physique et se voit confier des dialogues plus importants.
Sa carrière aux États-Unis se poursuit en 2007, où il joue face à Bruce Willis dans Die Hard 4 : Retour en enfer.
Il est appelé pour Banlieue 13 : Ultimatum, en 2009, il est acteur principal accompagné de David Belle.
Il est réalisateur, chorégraphe et cascadeur de séquences d'action dans la saga du Transporteur.

## Titres sportifs
- Coupe du monde IKFF en Combat Combiné (Argentine, 1997)
- Champion de France de Sanda (boxe chinoise) (1998)
- Médaille de bronze IKFF en Combat Combiné (Hongrie, 1999)

## Filmographie

### Cascadeur
- Fallait pas !... de Gérard Jugnot (1996)
- Double Team de Tsui Hark (1997)
- La Vérité si je mens ! de Thomas Gilou (1997)
- Lucie Aubrac de Claude Berri (1997)
- Dobermann de Jan Kounen (1997)
- Ronin de John Frankenheimer (1998)
- RPM de Ian Sharp (1998)
- Les Couloirs du temps : Les Visiteurs 2 de Jean-Marie Poiré (1998)
- L'Homme au masque de fer de Randall Wallace (1998)
- 1 chance sur 2 de Patrice Leconte (1998)
- Comme une bête de Patrick Schulmann (1998)
- Astérix et Obélix contre César de Claude Zidi (1999)
- Jeanne d'Arc de Luc Besson (1999)
- L'Extraterrestre de Didier Bourdon (2000)
- Total Western de Éric Rochant (2000)
- La Taule de Alain Robak (2000)
- Promenons-nous dans les bois de Lionel Delplanque (2000)
- Taxi 2 de Gérard Krawczyk (2000)
- Yamakasi de Ariel Zeitoun (2001)
- Le Placard de Francis Veber(2001)
- Belphégor, le fantôme du Louvre de Jean-Paul Salomé (2000)
- Le Pacte des loups de Christophe Gans (2001)
- Wasabi de Gérard Krawczyk (2001)
- Les Rois mages de Didier Bourdon (2001)
- Astérix & Obélix : Mission Cléopâtre de Alain Chabat (2002)
- Le Transporteur de Louis Leterrier et Corey Yuen (2002)
- Michel Vaillant de Louis-Pascal Couvelaire (2003)
- Les Gaous de Igor Sékulic (2004)
- Les Rivières pourpres 2 - Les anges de l'apocalypse de Olivier Dahan (2004)
- Banlieue 13 de Pierre Morel (2004)
- Angel-A de Luc Besson (2005)
- L'Incroyable Hulk de Louis Leterrier (2008)
- Fast & Furious: Hobbs & Shaw de David Leitch (2019)

### Acteur
- La Vérité si je mens ! de Thomas Gilou (1997) -
- Taxi 2 de Gérard Krawczyk (2000) : le ninja au nunchaku, le professeur de judo
- Le Baiser mortel du dragon de Chris Nahon (2001) : un jumeau
- Mortel transfert de Jean-Jacques Beineix (2001) : le voleur
- Le Transporteur de Louis Leterrier (2002) : un homme de main
- Intervention divine de Elia Suleiman (2002) -
- Astérix & Obélix : Mission Cléopâtre de Alain Chabat (2002) : un légionnaire dans la forêt
- Les Rivières pourpres 2 - Les anges de l'apocalypse de Olivier Dahan (2004) : un prêtre tueur
- Banlieue 13 de Pierre Morel (2004) : Capitaine Damien Tomaso
- Die Hard 4 : Retour en enfer de Len Wiseman (2007) : Rand
- Banlieue 13 : Ultimatum de Patrick Alessandrin (2009) : Capitaine Damien Tomaso
- Arthur 3 : La Guerre des deux mondes de Luc Besson (2010) -
- Djinns de Hugues Martin et Sandra Martin (2010) : Louvier

### Réalisateur
- Mukiai : Face À Face -court-métrage- (2002)

## Chorégraphie, réglage des cascades
- Les Précieuses ridicules -théâtre- (1991)
- Taxi 2 de Gérard Krawczyk (2000)
- Wasabi de Gérard Krawczyk (2001)
- Le Transporteur de Louis Leterrier et Corey Yuen (2002)
- Intervention divine de Elia Suleiman (2002)
- Astérix & Obélix : Mission Cléopâtre de Alain Chabat (2002)
- Les Rivières pourpres 2 - Les anges de l'apocalypse de Olivier Dahan (2004)
- Banlieue 13 de Pierre Morel (2004)
- Munkiai : Face À Face -court-métrage- (2002)
- Angel-A de Luc Besson (2005)
- The Incredible Hulk de Louis Leterrier (2008)
- Tekken de Dwight H. Little (2010)
- Le Transporteur (2012)
- Arthur 3 : La Guerre des deux mondes de Luc Besson (2010)
- Colt 45 de Fabrice Du Welz et Frédéric Forestier (2014)
- La loi de la jungle de Antonin Peretjatko (2016)
- Naam Shabana de Shivam Nair (2017)